# Pomatias sulcatum
Espèce
Pomatias sulcatum est une espèce de mollusques terrestres appartenant à l'ordre des mésogastéropodes et à la famille des Pomatiidae.

## Description
Petit escargot terrestre de forme caractéristique de couleur brun uni, alors que Pomatias elegans est plutôt grisâtre.
Sa coquille compte de 5 tours à 5 tours et demi Elle mesure de 14 à 18 mm de long.

## Distribution
Ouest-méditerranéen: Portugal, Espagne, côtes du sud de la France, Italie, îles de l'Ouest de la Méditerranée.